# Брандіццо
Брандіццо (італ. Brandizzo, п'єм. Brandiss) — муніципалітет в Італії, у регіоні П'ємонт,  метрополійне місто Турин.
Брандіццо розташоване на відстані близько 530 км на північний захід від Рима, 17 км на північний схід від Турина.
Населення — 8685 осіб (2014).
Покровитель — San Giacomo.

## Демографія
Населення за роками:

Станом на 1 січня 2023 року в муніципалітеті офіційно проживало 456 іноземців з 40 країн, серед них 267 громадян країн Євросоюзу та 3 громадяни України.

## Сусідні муніципалітети
- Ківассо
- Сан-Раффаеле-Чимена
- Сеттімо-Торинезе
- Вольп'яно